# …Baby One More Time Tour
…Baby One More Time Tour — первый концертный тур американской певицы Бритни Спирс в поддержку её дебютного альбома …Baby One More Time (1999). Концерты прошли в США и Канаде. Спонсором турне являлся Томми Хилфигер. Сет-лист включал в себя песни из дебютного альбома певицы и несколько песен других исполнителей.

## История тура
5 марта 1999 года было сообщено, что Спирс собирается в свой первый тур, чтобы поддержать свой дебютный альбом …Baby One More Time. Вскоре после этого она заявила, что тур начнется в июле. 12 мая 1999 Томми Хилфигер был объявлен спонсором тура. Сам Томми о спонсорстве турне говорит так:
Моя страсть к музыке всегда вдохновляла мои проекты. В этом году мы действительно поставим музыку на передний план. Бритни отражает дух Tommy Jeans и сегодняшней молодежи. Я не могу придумать лучшего способа для продолжения этого захватывающего года без сотрудничества с одной из сегодняшних самых горячих и молодых певиц.
Вторым спонсором должна была стать компания Nestlé, но после провокационных фотографий Спирс, сделанных Дэвидом Лашапелем и опубликованных в журнале Rolling Stone они отказались спонсировать турне.
Даты тура были опубликованы через Pollstar 9 апреля 1999. Началом тура было объявлено 28 июня 1999, и первый концерт прошел в Помпано-Бич, штат Флорида.
Обсуждая с CNN своё участие в процессе разработки тура, Спирс заявила, что она хочет разработать тур для себя сама, в том числе костюмы и концепцию. Чтобы создать костюмы для себя и танцоров Бритни работала с дизайнером Gia Ventola.

## Описание концерта
Шоу начинается с танца в дыму. Вскоре появляется Бритни в ярко-розовом топе и белых брюках, чтобы исполнить «(You Drive Me) Crazy». Во время исполнения «Soda Pop» певица танцует и общается с аудиторией, после чего покидает сцену, а танцоры в это время продолжают танцевать. Спирс появляется сидя на лестнице, исполняя «Born to Make You Happy» и «From the Bottom of My Broken Heart». Шоу продолжается с танцевальным антрактом из песни Мадонны «Vogue», в котором она называет Мадонну и Джанет Джексон своими главными вдохновителями. После этого она исполняет песню Мадонны «Material Girl», затем поет две песни Джанет Джексон «Black Cat» и «Nasty» и заканчивает эту часть исполнением песни Шер «The Beat Goes On». После танцевального антракта Бритни исполняет трек из своего альбома «I Will Be There» и кавер на песню группы Journey «Open Arms». Исполнив песню «Sometimes» певица машет публике и уходит со сцены. На бис Спирс поет свой хит «…Baby One More Time».

## Отзывы критиков
В целом тур получил положительные отзывы критиков. Джеффри Хейни из Desert News описал шоу как «модное и кричащее». Репортер из USA Today охарактеризовал выступление Спирс как «уверенное и энергичное». Джим Фарбер из Daily News отметил, что во время шоу казалось будто было две личности: одна во время исполнения песен из её альбома и другая во время исполнения песен других исполнителей. Он также добавил, «Её раздражительность, несомненно отражает её желание расти и развиваться в карьере».

## Разогрев
1. C-Note (Северная Америка)[9]
2. Steps (Северная Америка)[10]
3. Boyz N Girlz United (Северная Америка)[8]
4. P.Y.T. (Северная Америка)[11]
5. Michael Fredo (Северная Америка)[8]
6. 3rd Storee (Северная Америка)[8]
7. Divine (Северная Америка)[8]
8. Sky (Канада)[10]
9. Bosson (Северная Америка)[12]

## Сет-лист
1. «School Roll Call» (Permormance Introduction)
2. «(You Drive Me) Crazy»
3. «Soda Pop»
4. «Born to Make You Happy»
5. «From the Bottom of My Broken Heart»
6. «Vogue» (Dance Interlude)
7. 80's Medley:
  1. «Material Girl»
  2. «Black Cat»
  3. «Nasty»
8. «The Beat Goes On»
9. «Meet the Dancers» (Dance Interlude)
10. «I Will Be There»
11. «Open Arms»
12. «Sometimes»
13. «...Baby One More Time»

## Даты концертов
| Дата             | Город                           | Страна           | Арена                                |
| Северная Америка | Северная Америка                | Северная Америка | Северная Америка                     |
| ---------------- | ------------------------------- | ---------------- | ------------------------------------ |
| 28 июня 1999     | Помпано-Бич (Флорида)           | США              | Pompano Beach Amphitheatre           |
| 29 июня 1999     | Тампа (Флорида)                 | США              | USF Sun Dome                         |
| 1 июля 1999      | Атланта                         | США              | Atlanta Civic Center                 |
| 2 июля 1999      | Норт-Мертл-Бич (Южная Каролина) | США              | House of Blues                       |
| 3 июля 1999      | Досуэлл (Виргиния)              | США              | Paramount Theatre                    |
| 5 июля 1999      | Бетел (Нью-Йорк)                | США              | Max Yasgur’s Farm                    |
| 6 июля 1999      | Вашингтон                       | США              | DAR Constitution Hall                |
| 7 июля 1999      | Нью-Йорк                        | США              | Hammerstein Ballroom                 |
| 8 июля 1999      | Херши (Пенсильвания)            | США              | Star Pavilion at Hersheypark Stadium |
| 9 июля 1999      | Скрентон (Пенсильвания)         | США              | Montage Mountain Amphitheater        |
| 10 июля 1999     | Корфу (Нью-Йорк)                | США              | Darien Lake Theme Park Resort        |
| 11 июля 1999     | Скенектади (Нью-Йорк)           | США              | Proctor’s Theatre                    |
| 13 июля 1999     | Гамильтон (Онтарио)             | Канада           | Copps Coliseum                       |
| 14 июля 1999     | Торонто                         | Канада           | Molson Amphitheatre                  |
| 16 июля 1999     | Оттава                          | Канада           | WordPerfect Theatre at Corel Centre  |
| 17 июля 1999     | Монреаль                        | Канада           | Molson Centre                        |
| 20 июля 1999     | Виннипег                        | Канада           | Centennial Concert Hall              |
| 21 июля 1999     | Саскатун                        | Канада           | Saskatchewan Place                   |
| 22 июля 1999     | Эдмонтон                        | Канада           | Skyreach Centre                      |
| 23 июля 1999     | Калгари                         | Канада           | Canadian Airlines Saddledome         |
| 25 июля 1999     | Ванкувер                        | Канада           | General Motors Place                 |
| 26 июля 1999     | Сиэтл                           | США              | Seattle Center Arena                 |
| 27 июля 1999     | Хиллсборо (Орегон)              | США              | DeMar Batchelor Amphitheater         |
| 29 июля 1999     | Окленд (Калифорния)             | США              | Paramount Theatre                    |
| 30 июля 1999     | Пасо-Роблес (Калифорния)        | США              | Main Grandstand Arena                |
| 31 июля 1999     | Лос-Анджелес                    | США              | Universal Amphitheatre               |
| 3 августа 1999   | Брайтон (Колорадо)              | США              | Bromley Companies Stage              |
| 4 августа 1999   | Денвер                          | США              | Paramount Theatre                    |
| 6 августа 1999   | Арлингтон (Техас)               | США              | AT&T Music Mill Amphitheater         |
| 7 августа 1999   | Хьюстон                         | США              | Aerial Theater                       |
| 8 августа 1999   | Новый Орлеан                    | США              | Lakefront Arena                      |
| 10 августа 1999  | Мемфис (Теннесси)               | США              | Mud Island Amphitheater              |
| 11 августа 1999  | Нашвилл                         | США              | Grand Ole Opry House                 |
| 13 августа 1999  | Эврика (Миссури)                | США              | Old Glory Amphitheater               |
| 14 августа 1999  | Омаха (Небраска)                | США              | Ak-sar-Ben                           |
| 15 августа 1999  | Су-Фолс (Южная Дакота)          | США              | W.H. Lyon Fairgrounds Grandstand     |
| 17 августа 1999  | Роузмонт (Иллинойс)             | США              | Rosemont Theatre                     |
| 18 августа 1999  | Колумбус (Огайо)                | США              | Veterans Memorial Auditorium         |
| 19 августа 1999  | Фэрлея (Западная Виргиния)      | США              | State Fair Event Center              |
| 20 августа 1999  | Адриан (Мичиган)                | США              | Lenawee County Fair                  |
| 21 августа 1999  | Орландо (Флорида)               | США              | Hard Rock Live                       |
| 25 августа 1999  | Индианаполис                    | США              | Egyptian Room                        |
| 26 августа 1999  | Кливленд                        | США              | Nautica Stage                        |
| 27 августа 1999  | Мейсон (Огайо)                  | США              | Timberwolf Amphitheatre              |
| 29 августа 1999  | Аппер-Дерби (Пенсильвания)      | США              | Tower Theatre                        |
| 30 августа 1999  | Эссекс Джанкшен (Вермонт)       | США              | Champlain Valley Fair Grandstand     |
| 1 сентября 1999  | Бостон                          | США              | FleetBoston Pavilion                 |
| 2 сентября 1999  | Сиракьюс (Нью-Йорк)             | США              | Mohegan Sun Grandstand               |
| 3 сентября 1999  | Уоллингфорд (Коннектикут)       | США              | Oakdale Theatre                      |
| 4 сентября 1999  | Балтимор                        | США              | Pier 6 Pavilion                      |
| 5 сентября 1999  | Аллентаун (Пенсильвания)        | США              | Allentown Fairgrounds Grandstand     |
| 10 сентября 1999 | Солт-Лейк-Сити                  | США              | Utah State Fair Grandstand           |
| 11 сентября 1999 | Хатчинсон (Канзас)              | США              | KSF Grandstand                       |
| 12 сентября 1999 | Детройт                         | США              | State Theatre                        |
| 14 сентября 1999 | Аллеган (Мичиган)               | США              | ACC Grandstand                       |
| 15 сентября 1999 | Йорк (Пенсильвания)             | США              | Grandstand at the York Fair          |

## Кассовые сборы
| Арена           | Город        | Кол-во проданных билетов / Кол-во билетов поступивших в продажу | Доход    |
| --------------- | ------------ | --------------------------------------------------------------- | -------- |
| Lakefront Arena | Новый Орлеан | 10,000 / 10,000 (100%)                                          | $278,845 |